# Stephen Miles (Komponist)
Stephen Miles (* im 20. Jahrhundert) ist ein US-amerikanischer Komponist, Musikwissenschaftler und -pädagoge.

## Leben und Wirken
Miles begann achtjährig mit dem Gitarrenunterricht. In der High School spielte er Rockmusik und Jazz und lernte beim Chorgesang die klassische Musik kennen. Bis zum Bachelor (1983) studierte er am College-Conservatory of Music der University of Cincinnati, um seine Studien dann an der University of Illinois at Urbana-Champaign fortzusetzen, wo er nach seinem Master (1987) 1990 promovierte.
Miles war ab 1988 am New College of Florida tätig, wo er 2009 ordentlicher Professor für Musik wurde. Zwischen 1996 und 2000 war er zudem als Professor für Geisteswissenschaften am New College of the University of South Florida tätig. Von 2011 bis 2017 war er am New College of Florida dessen Provost und Vizepräsident für akademische Angelegenheiten. 
1998 gründete Miles das New Music New College (NMNC), dessen Direktor er bis 2020 war. Das NMNC hat Vokalwerke von Luciano Berio, John Cage, Karlheinz Stockhausen, Pauline Oliveros und von Studenten des College aufgeführt und zudem Interpreten wie Kathleen Supové, Pamela Z, Miranda Cuckson und Miya Masaoka, dem The JACK Quartet und den Ensembles Ekmeles und Third Coast Percussion eine Bühne bei den New Music New College Series gegeben, deren Leiter Miles bis 2020 war.
Miles versuchte, durch die Musik einen Beitrag zur Gesellschaft zu leisten und Musik als soziale Praxis durch Komponieren, Aufführen, Lehren und Schreiben zu betreiben. Seine musikwissenschaftlichen Arbeiten präsentierte er u. a. in den Papieren der International Conference on Social Theory, Politics and the Arts und des New Music Gathering sowie in Zeitschriften wie Perspectives of New Music, TDR: The Drama Review, Music and Arts in Action, College Music Symposium und Notes. Seit 1989 trat er zudem als Komponist von Vokal- und Bühnenwerken hervor.

## Werke
- Social Studies, musikalische Spiele für Darsteller und Publikum, 2003
- De profundis clamavi für zwölf Stimmen, 2005
- Living and Dead: The Gettysburg Project Musiktheaterwerk, komponiert mit Margaret Eginton, 2009